# František Albrecht z Harrachu
Hrabě František Albrecht z Harrachu (německy Franz Albrecht Graf von Harrach; 25. listopadu 1614 Vídeň – 23. května 1666 tamtéž) byl rakouský šlechtic z českého rodu Harrachů, dvořan a diplomat.

## Život
Narodil se jako nejmladší syn hraběte Karla Linharta z Harrachu a jeho manželky Marie Alžběty ze Schrattenbachu.
20. září 1640 byl jmenován komorníkem u dvora císaře Ferdinanda III. Od 1. listopadu 1642 do 1. března 1655 zastával funkci nejvyššího sokolníka. Od 1. března 1655 do 30. června 1658 byl hlavním stájmistrem.
V letech 1644-1649 byl poradcem správy v Rakousích nad Enží.
V době třicetileté války v roce 1645 byl poslán jako vyslanec k bavorskému dvoru, kde se dohodl s kurfiřtem Maxmiliánem I. na vyslání pomocných vojsk proti Švédům do dědičných říšských zemí.
V roce 1663 byl vyslán jako mimořádný velvyslanec do Francie a v roce 1665 do Španělska, kde vyjednal sňatek císaře Leopolda I. s infantkou Markétou Terezií. Při této příležitosti byl povýšen na rytíře Řádu zlatého rouna.

## Rodina
František Albrecht z Harrachu se oženil s Annou Magdalenou Jörgerovou z Tolletu (12. září 1619 – po roce 1666), dcerou barona Helmharda Jörgera z Tolletu a Marie Magdaleny z Polheimu. Jejich manželství zůstalo bezdětné.